# Josep Risueño Granda
Josep Risueño Granda (Reus, 1948) és un escriptor català.
Durant el franquisme va militar al PSUC i més tard al PCOC. El 1978 va començar la seva obra publicant Del Res a l'infinit. A partir de 1982 es va acostar als socialistes, i va començar a militar al PSC, en el sector nacionalista, i va dedicar més temps a la seva obra literària. Entre les seves publicacions destaquen Del res a l'infinit, (1978) Petites coses (1990) i Pensaments (1993). Als anys noranta també es va dedicar a la investigació històrica i va formar part d'un grup d'havaneres que s'ha anat consolidant.